# رکود بازار سهام سال ۲۰۰۲
در سال ۲۰۰۲، قیمت‌های سهام دچار کاهش شدید و رکود (برخی آن را «سقوط بازار سهام» یا «ترکیدن حباب اینترنت» می‌نامند) در بازارهای سهام سراسر ایالات متحده، کانادا، آسیا و اروپا شد. پس از بهبود و بازیابی افت قیمت ناشی از حملات ۱۱ سپتامبر، شاخص‌ها به‌طور ملایم و پیوسته‌ای از مارس ۲۰۰۲ شروع به کاهش نمود که در ماه ژوئیه و سپتامبر با کاهش چشمگیر خود به پایین‌ترین مقادیر سال‌های ۱۹۹۷ و ۱۹۹۸ رسید. نرخ برابری دلار در مقابل یورو به‌طور پیوسته کاهش یافت و ارزش برابر در مقابل یورو را تجربه نمود که از زمان معرفی یورو دیده نشده بود.

## زمینه
بر اساس گزارش فدرال رزرو کلیولند، این رکود را می‌توان به عنوان بخشی از یک کاهش بازار بزرگتر یا تصحیح قیمت که از سال ۲۰۰۰ شروع شده بود، دید. پس از یک دهه بازار صعودی، بالا رفتن طولانی مدت قیمت سهام به سمت ارزشگذاری بالاتر از ارزش ذاتی و غیرمعمول پیش رفته بود. فروپاشی امرون را می‌توان به عنوان اولین مثال نام برد. بسیاری از شرکت‌های اینترنتی (Webvan, Exodus Communications, and Pets.com) ورشکست شدند. دیگران (Amazon.com, eBay, Yahoo) نیز دچار کاهش ارزش شدیدی شدند، اگرچه تا امروز در این کسب و کار مانده‌اند و چشم‌انداز رشد خوبی نیز به‌طور کلی و در دراز مدت دارند. مشخص شدن رسوایی حسابداری (Arthur Andersen, Adelphia, Enron, WorldCom)را نیز می‌توان به عنوان یک فاکتور در بالارفتن سرعت پایین آمدن سهام دانست، چراکه بسیاری از شرکت‌های بزرگ ناچار به گفتن درآمد (یا فقدان آن) شدند و اعتماد سرمایه‌گذاران آسیب دید. حملات ۱۱ سپتامبر نیز به شدت به رکود بازار سهام کمک نمود، چراکه به عنوان سرمایه‌گذار، اعتمادشان با نگاه به تأثیر احتمالی تروریسم بر اقتصاد ایالات متحده در آینده، کاهش یافت.
صندوق بین‌المللی پول در ماه‌های منتهی به افت شدید بازار در مورد بی‌ثباتی در بازارهای سهام ایالات متحده ابراز نگرانی کرد. بازار تکنولوژی قدرتمند و بزرگ نزدک در ۱۰ مارس ۲۰۰۰ به بیشترین سطح خود رسید(۵۱۳۲٫۲۵ در طول روز و ۵۰۴۸٫۶۲ در زمان بسته شدن). میانگین صنعت داو جونز، که میانگین وزنی قیمت (پس از اعمال تجزیه و تقسیم سود سهام) سی شرکت بزرگ بورس نیویورک می‌باشد، به بالاترین سطح خود در ۱۴ ژانویه سال ۲۰۰۰ رسید.
(زدن رکورد ۱۱۷۵۰٫۲۸ در طول روز و ۱۱۷۲۲٫۹۸در زمان بسته شدن). در سال ۲۰۰۱، DJIA که تا حد زیادی به‌طور کلی بدون تغییر مانده بود به پیک ثانویه ۱۱۳۳۷٫۹۲(۱۱۳۵۰٫۰۵ در طول روز) در ۲۱ رسید.
شاید بتوان رکود را با بازگشتی به نحوه عملکرد بازار سهام در دراز مدت دید. از سال ۱۹۸۷ تا ۱۹۹۵، شاخص داو جونز در هر سال حدود ۱۰٪ رشد داشته، اما از سال ۱۹۹۵ تا ۲۰۰۰، داو ۱۵٪ در هر سال رشد کرده‌است. در حالی که اگر افت بازار که از سال ۲۰۰۰ آغاز شد را تا ژوئیه و اوت ۲۰۰۲ را ملاحظه نماییم، شاخص فقط به اندازه‌ای افت کرده‌است که اگر نرخ رشد سالانه ۱۰٪ سال‌های ۱۹۸۷–۱۹۹۵ را پس از آن نیز تا سال ۲۰۰۲ ادامه می‌داد، به آن می‌رسید.

## در جستجوی کف بازار
پس از ۱۲ روز متوالی بسته شدن بازار زیر شاخص داو ۸۰۰۰ در ۲۳ ژوئیه سال ۲۰۰۲ بازار جان تازه‌ای یافت. داو ۱۳٪ در طی چهار روز معاملات بعدش رشد کرد، اما مجدداً در اوایل اوت به شدت سقوط کرد. در ۵ اوت، نزدک افتی پایین‌تر از افت ۲۳ ژوئیه را تجربه کرد. اگرچه بازار به سرعت در طی هفته رشد کرد و در نهایت از داو ۹۰۰۰ نیز در اوت سال بعد پیشی گرفت. پس از آن در ۲۴ سپتامبر ۲۰۰۲، داو به پایین‌ترین سطح خود در چهار سال ماقبلش سقوط کرد در حالی که نزدک به پایین‌ترین سطح خود طی ۶ سال ماقبلش رسیده بود. بازارها افت خود را ادامه دادند تا در هفت اکتبر به پایین‌ترین سطح خود در پنج سال گذشته و در ۹ اکتبر به پایین‌ترین (شاخص داو پایین‌تر از ۷۲۰۰ نزدک نیز کمی بالاتر از ۱۱۰۰)کف خود برسند. سهم‌ها به آرامی تا انتهای سال بهبود پیدا کردند و شاخص از نوامبر ۲۰۰۲ تا اواسط ژانویه ۲۰۰۳ در حدود ۸۵۰۰ باقی ماند؛ و در نهایت بازار در اواسط مارس ۲۰۰۳ به سقوط پایانی خود به زیر شاخص ۷۵۰۰ رسید.

## مقیاس
نسبت به ۲۴ سپتامبر سال ۲۰۰۲ میانگین صنعتی داو جونز ۲۷٪ از ارزش خودش را تا ابتدای ژانویه ۲۰۰۱ از دست داد: ازدست رفتن ۵ تریلیون دلار در مجموع. داو جونز از پیک آغازش در سال ۲۰۰۱، ۹٪ از ارزش خود را از دست داد، در حالی که نزدک ۴۴٪ افت کرده بود. در بالاترین قیمت مارس ۲۰۰۰، مجموع ارزش همگی سهام شرکت‌های لیست شده در بازار بورس نیویورک بر روی ۱۲٫۹ تریلیون دلار و مجموع ارزش کلیه شرکت‌های نزدک بر روی ۵٫۴ تریلیون دلار می‌نشیند و بنابراین ارزش کل بازار برابر با ۱۸٫۳ تریلیون دلار می‌شود. افت متعاقب نزدیک به ۸۰٪ نزدک و ۵۰٪ شاخص اس اند پی ۵۰۰ در کف بازار اکتبر ۲۰۰۲ منجر به مجموع ارزش (۷٫۲) برای بازار سهام نیویورک و (۱٫۸) برای بازار نزدک می‌شود و در نتیجه ارزش کل بازار در آن زمان حدود ۹ تریلیون دلار می‌شود که نشان دهنده افت ۹٫۳ تریلیون دلاری آن است.

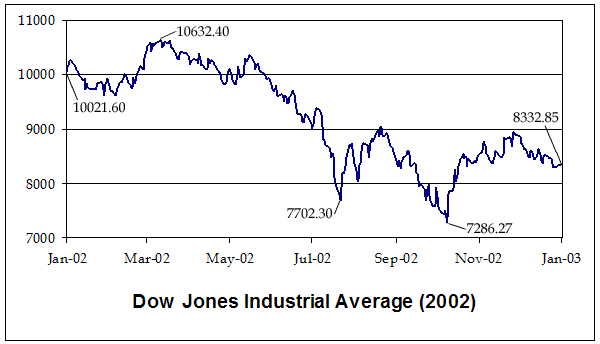
DJIA2002.png

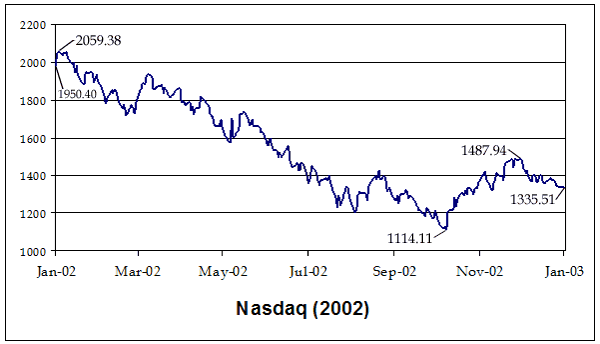
NASD2002.png

به منظور قراردادن چشم‌اندازی از رکود بازار سهام ۲۰۰۲، در اینجا کاهش سالانه سهام ایالات متحده را ملاحظه می‌کنیم:
- نزدک: در سال ۲۰۰۰، نزدک ۳۹٫۲۸٪ از ارزش خود را از دست داد (از ۴۰۶۹٫۳۱ به ۲۴۷۰٫۵۲) در سال ۲۰۰۱، نزدک ۲۱٫۰۵٪ از ارزش خود را از دست داد (از ۲۴۷۰٫۵۲ به ۱۹۵۰٫۴۰) در سال ۲۰۰۲، نزدک ۳۱٫۵۳٪ از ارزش خود را از دست داد (از ۱۹۵۰٫۴۰ به ۱۳۳۵٫۵۱)

- میانگین صنعتی داو جونز: در سال ۲۰۰۰، داو ۶٫۱۷٪ از ارزش خود را از دست داد (از ۱۱۴۷۹٫۱۰ به ۱۰۷۸۸٫۰۰) در سال ۲۰۰۰، داو ۵٫۳۵٪ از ارزش خود را از دست داد (از ۱۰۷۸۸٫۰۰ به ۱۰۰۲۱٫۶۰) در سال ۲۰۰۰، داو ۱۶٫۷۶٪ از ارزش خود را از دست داد (از ۱۰۰۲۱٫۶۰ به ۸۳۴۱٫۶۳)

در اینجا یک دید تاریخی از رکود بازار سهام سال ۲۰۰۲ شامل تصویری از حباب بازار سهام اواخر ۱۹۹۰ تا بحران مورد بحث را ملاحظه می‌نماییم.
| تاریخ           | نزدک     | درصد تغییرات | داو جونز  | درصد تغییرات | توضیحات                                   |
| --------------- | -------- | ------------ | --------- | ------------ | ----------------------------------------- |
| ۱ ژانویه ۱۹۹۷   | ۱٬۲۹۱٫۰۳ | —            | ۶٬۴۴۸٫۳۰  | —            |                                           |
| ۱ ژانویه ۱۹۹۸   | ۱٬۵۷۰٫۳۵ | +۲۱٫۶۳٪      | ۷٬۹۰۸٫۳۰  | +۲۲٫۶۴٪      |                                           |
| ۱ ژانویه ۱۹۹۹   | ۲٬۱۹۲٫۶۹ | +۳۹٫۶۳٪      | ۹٬۱۸۱٫۴۰  | +۱۶٫۱۰٪      |                                           |
| ۱ ژانویه ۲۰۰۰   | ۴٬۰۶۹٫۳۱ | +۸۵٫۵۸٪      | ۱۱٬۴۹۷٫۱۰ | +۲۵٫۲۲٪      |                                           |
| ۱۴ ژانویه ۲۰۰۰  | ۴٬۰۶۴٫۲۷ | −۰٫۱۲٪       | ۱۱٬۷۲۳٫۰۰ | +۱٫۹۷٪       | پیک داوجونز                               |
| ۱۰ مارس ۲۰۰۰    | ۵٬۰۴۸٫۶۲ | +۲۴٫۲۲٪      | ۹٬۹۲۸٫۸۰  | −۱۵٫۳۱٪      | پیک نزدک                                  |
| ۱ ژانویه ۲۰۰۱   | ۲٬۴۷۰٫۵۲ | −۵۱٫۰۷٪      | ۱۰٬۷۸۸٫۰۰ | +۸٫۶۵٪       |                                           |
| ۲۰ ژانویه ۲۰۰۱  | ۲٬۷۷۰٫۳۸ | +۱۲٫۱۴٪      | ۱۰٬۵۸۷٫۶۰ | −۱٫۸۶٪       |                                           |
| ۱۰ سپتامبر ۲۰۰۱ | ۱٬۶۹۵٫۳۸ | −۳۸٫۸۰٪      | ۹٬۶۰۵٫۵۰  | −۹٫۲۸٪       | قیمت‌ها قبل از حمله تروریستی ۱۱ سپتامبر    |
| ۲۱ سپتامبر ۲۰۰۱ | ۱٬۴۲۳٫۱۹ | −۱۶٫۰۵٪      | ۸٬۲۳۵٫۸۰  | −۱۴٫۲۶٪      | قیمت‌ها پس از واکنش بازار به حمله تروریستی |
| ۱ ژانویه ۲۰۰۲   | ۱٬۹۵۰٫۴۰ | +۳۷٫۰۴٪      | ۱۰٬۰۲۱٫۶۰ | +۲۱٫۶۸٪      |                                           |
| ۹ اکتبر ۲۰۰۲    | ۱٬۱۱۴٫۱۱ | −۴۲٫۸۸٪      | ۷٬۲۸۶٫۲۷  | −۲۷٫۲۹٪      | قوانین سال ۲۰۰۲                           |
| ۱ ژانویه ۲۰۰۳   | ۱٬۳۳۵٫۵۱ | +۱۹٫۸۷٪      | ۸٬۳۴۱٫۶۳  | +۱۴٫۴۸٪      |                                           |
| ۱ ژانویه ۲۰۰۴   | ۲٬۰۰۳٫۳۷ | +۵۰٫۰۱٪      | ۱۰٬۴۵۳٫۹۲ | +۲۵٫۳۲٪      |                                           |